# Chase Carey
Chase Carey (nascut el 1954) és un executiu nord-americà. És el director general i president executiu  de la Fórmula 1 ha treballat prèviament per News Corporation, DirecTV i 21 Century Fox. Ha estat casat durant més de 27 anys i té quatre fills. És el nou cap suprem del Circuit de carreres de la Fórmula 1, succeint a Bernie Ecclestone.

## Educació
Carey va obtenir la seva llicenciatura a la Universitat de Colgate i un MBA a Harvard. Va ser membre del Club de Rugbi de la Harvard Business School.
Mentre estudiava a Colgate es va unir a la fraternitat Delta Upsilon i va ser membre del Colgate University Rugby Football Club. Avui dia, Carey és Fideïcomissari Emèrit de la Universitat de Colgate.

## Experiència laboral

### Inicis en la Fox
Carey va començar el 1988 a treballar en la Fox, empresa subsidiària de News Corp. En els anys 90 va ser nomenat director general d'operacions de la Fox i director general de Fox Broadcasting. Durant aquest temps, va col·laborar en el llançament de Fox Sports i Fox News. Posteriorment, va ser designat co-director d'Operacions de News Corporation, juntament amb Peter Chernin.

### DirecTV
Quan treballava a la News Corp, la companyia va obtenir una participació majoritària en Hughes Electronics, que aleshores posseïa DirecTV, un proveïdor de TV via satèl·lit. Carey va entrar en la Junta Directiva de DirecTV i el 2003 va ser elegit com CEO de DirecTV.
A DirecTV Carey tenia plans per aconseguir un milió de nous abonats a l'any, objectiu que va aconseguir després de sis anys a la companyia. A part d'això, va reeixir que l'empresa tornés a ser rendible.
El 2006, News Corporation va vendre la seva participació de control en DirecTV a Liberty Media, a canvi d'accions de News Corp.

### Retorn a News Corp.
El juny de 2009 es va anunciar que Carey deixava DirecTV i tornava a News Corporation. Va assumir els càrrecs de president i director d'operacions que Chernin havia deixat vacants. L'agost de 2011 Rupert Murdoch va designar Carey com el seu successor en el lloc de president executiu de News Corporation. S'havia comentat prèviament que el fill de Murdoch James, podia heretar aquest càrrec
El 2013, Carey va ser nomenat director d'operacions de 21st Century Fox, empresa successora legal de News Corporation i propietària de la major part de les seves cadenes de cinema i televisió. Els mitjans impresos de News Corporation i els seus actius australians es van escindir quan es va crear l'empresa News Corp. El 2015, Carey va ser reassignat com copresident executiu, mentre que James Murdoch va esdevenir CEO. El juliol de 2016, Carey va renunciar al seu càrrec per esdevenir consultor de la Fox.

### Formula 1
Al setembre de 2016, amb la compra per part de Liberty Media de la participació de CVC en Fórmula One Group, va passar a ser el nou president de la categoria reina del motor.